# Pantana hitamputeh
Pantana hitamputeh är en fjärilsart som beskrevs av Collenette 1938. Pantana hitamputeh ingår i släktet Pantana och familjen tofsspinnare. Inga underarter finns listade i Catalogue of Life.